# Richardia stylops
Richardia stylops är en tvåvingeart som beskrevs av Willi Hennig 1938. Richardia stylops ingår i släktet Richardia och familjen Richardiidae.
Artens utbredningsområde är Colombia. Inga underarter finns listade i Catalogue of Life.